# Kernkraftwerk Bugey
Das Kernkraftwerk Bugey liegt in einer Höhe von ca. 200 m im Gemeindegebiet von Saint-Vulbas an der Rhone in der Region Bugey im Südosten des französischen Départements Ain, ca. 45 Kilometer (Fahrtstrecke) östlich von Lyon. Seit der Abschaltung von Fessenheim im Jahr 2020 ist es das älteste und störanfälligste Kernkraftwerk Frankreichs.

## Eckdaten
Betreiber des Kraftwerkes ist die Électricité de France (EDF), die dort ca. 1250 Personen beschäftigt. Das gesamte Kraftwerksareal umfasst 100 Hektar. Die Anlage mit ihren vier in Betrieb befindlichen Reaktoren und einer installierten Nettoleistung von 3580 MW zählt zu den größeren in Frankreich, pro Jahr speist sie durchschnittlich rund 22 Milliarden Kilowattstunden in das öffentliche Stromnetz ein. Dies entsprach im Jahr 2021 rund 33 Prozent des Stromverbrauchs (66 TWh) der industriestarken Region Auvergne-Rhône-Alpes, der wirtschaftlich zweitstärksten Region Frankreichs.

## Geschichte
Der erste Reaktor, Bugey-1, wurde ab dem 1. Dezember 1965 gebaut und am 15. April 1972 in Betrieb genommen. In den Jahren 1978 und 1979 gingen die Reaktorblöcke, Bugey-2, 3, 4 und 5 in Betrieb. Bugey-1, ein gasgekühlter Reaktor des Typs UNGG, wurde am 27. Mai 1994 stillgelegt.
Die Kernreaktoren 2 bis 5 sind Druckwasserreaktoren. Deren Kühlung wird durch Wasser der Rhône in vier 128 Meter hohen Kühltürmen durchgeführt. Sie wurden mangelnder Erdbebensicherheit nach sicherheitstechnischen Kriterien modernisiert.
Im Mai 2012 gelangte ein Greenpeace-Aktivist mit einem Motor-Gleitschirm in den Hochsicherheitsbereich des Kraftwerks und warf Rauchbomben ab. Die Aktion sollte laut Greenpeace die „Anfälligkeit der französischen Atomkraftwerke für Angriffe aus der Luft“ zeigen.
Zwischen dem 5. und 20. Oktober 2014 wurden über sieben der 19 französischen Kernkraftwerke Drohnen im Hochsicherheitsbereich beobachtet. Auch Bugey war davon betroffen. Die Flugobjekte wurden jeweils nachts von Wachleuten beobachtet, hätten laut EDF jedoch keine Auswirkungen auf die Sicherheit der Anlagen gehabt.
Anfang 2016 erhoben der Schweizer Kanton und die gleichnamige Stadt Genf Klage gegen das westlich der Grenze benachbarte Kernkraftwerk Bugey. Vor Gericht vertreten wurden sie dabei von der bekannten Anwältin und Umweltaktivistin Corinne Lepage – nach ihren eigenen Worten nicht, um Frankreich zu verängstigen, sondern, um es wachzurütteln und um seine Atomaufsichtsbehörde, die ASN (Autorité de sûreté nucléaire), „den Festungswall für die atomare Sicherheit in Frankreich, gegen unglaublichen Druck zu verteidigen“.
Die französische Regierung kündigte 2020 eine Verlängerung um weitere 10 Jahre für alle in Betrieb befindlichen Reaktoren von 40 auf 50 Jahre Laufzeit an. Die ASN genehmigte diese 2021 unter Auflagen.

## Sicherheit
Von 2000 bis 2023 wurden der ASN 173 sicherheitsrelevante Vorfälle der Stufen 0 bis 2 auf der INES-Skala gemeldet (9 Abweichungen Stufe 0; 158 Störfälle der Stufe 1; 6 Störfälle der Stufe 2) Zur Einordnung wurden im gleichen Zeitraum für das Kernkraftwerk Fessenheim, bis zu seiner endgültigen Abschaltung 2020 das älteste Atomkraftwerk Frankreichs, nur 24 sicherheitsrelevante Vorfälle gemeldet (18 Störfälle der Stufe 1; 6 Störfälle der Stufe 2).
Im Falle eines starken Erdbebens könnte es zum Versagen der Notkühlung kommen. Einem Bericht der ASN im Oktober 2002 zufolge könnten bestimmte Schutzfunktionen, die das Abkühlen der Reaktorblöcke sicherstellen, bei Erdbeben nicht mehr gewährleistet werden. Dabei handelt es sich um ein sicherheitsrelevantes Ventil, dessen Funktionsfähigkeit bei einem Erdbeben gefährdet ist.

## Betriebsstörungen
Im April 1984 kam es zu einem Störfall: zuerst gab es einen Spannungsabfall, dann ließen sich die Notstrom-Diesel-Generatoren nicht starten. In letzter Sekunde sprang ein Generator ein.
Am 31. Juli 1999 kam es im Reaktorblock 3 zu einem Kurzschluss, der durch den Erdschluss eines veralteten Kabels ausgelöst wurde, und ein Feuer brach aus. Der Reaktor wurde per Schnellabschaltung heruntergefahren.
Am 19. Juni 2017 kam es bei Arbeiten an der Isolierung auf dem Dach eines Gebäudes im nuklearen Teil des Reaktorblocks 5 zu einem Brand.
Am 30. Juli 2023 um 15:30 Uhr ereignete sich ein Brand an einer der zwei Pumpen des Sekundärkreislaufs des Reaktorblocks 4. Das Feuer konnte von Feuerwehrleuten und einem EDF-Notfallteam nach Angaben des Betreibers zügig (vor 20 Uhr) gelöscht werden. Am 2. und am 8. August 2023 folgten zwei, der ASN mitgeteilte Notabschaltungen wegen Störfall.

## Daten der Reaktorblöcke
Das Kernkraftwerk Bugey hat insgesamt fünf Blöcke:
| Reaktorblock | Reaktortyp         | Netto- leistung | Brutto- leistung | Baubeginn  | Netzsyn- chronisation | Kommer- zieller Betrieb | Abschal- tung  |
| ------------ | ------------------ | --------------- | ---------------- | ---------- | --------------------- | ----------------------- | -------------- |
| Bugey 1      | UNGG-Reaktor       | 540 MW          | 555 MW           | 01.12.1965 | 15.04.1972            | 01.07.1972              | 27.05.1994     |
| Bugey 2      | Druckwasserreaktor | 910 MW          | 945 MW           | 01.11.1972 | 10.05.1978            | 01.03.1979              | (2029 geplant) |
| Bugey 3      | Druckwasserreaktor | 910 MW          | 945 MW           | 01.09.1973 | 21.09.1978            | 01.03.1979              | (2029 geplant) |
| Bugey 4      | Druckwasserreaktor | 880 MW          | 917 MW           | 01.06.1974 | 08.03.1979            | 01.07.1979              | (2029 geplant) |
| Bugey 5      | Druckwasserreaktor | 880 MW          | 917 MW           | 01.07.1974 | 31.07.1979            | 30.01.1980              | (2030 geplant) |